# Nguyễn Phú Trọng
Nguyễn Phú Trọng (n. 14 aprilie 1944, Đông Anh⁠(d), Hà Nội, Vietnam – d. 19 iulie 2024, Hà Nội, Vietnam) a fost un politician vietnamez, fost secretar general al Partidului Comunist din Vietnam, în funcție din 19 ianuarie 2011, și președintele Vietnamului, șef de stat al Vietnamului de jure, din 23 octombrie 2018 până la data decesului.
El a fost președinte al Adunării Naționale din 2006 până în 2011, a fost ales secretar general al Partidului Comunist din Vietnam la cel de-al 11-lea Congres Național al partidului din 2011 și a fost reales la cel de-al 12-lea Congres Național din 2016.
În calitate de secretar general, Trọng conduce secretariatul partidului și este secretarul Comisiei Militare Centrale, pe lângă faptul că este șeful de facto al Politburo, cel mai înalt for decizional din Vietnam, ceea ce îl face în prezent cea mai puternică persoană din Vietnam.
În 3 octombrie 2018, Comitetul Central al Partidului Comunist din Vietnam l-a nominalizat oficial pe Trọng să fie următorul președinte al Vietnamului, care va fi votat la următoarea sesiune a Adunării Naționale, unde partidul deține o majoritate covârșitoare, făcându-l a treia persoană care va conduce simultan partidul și statul după Ho Și Min (numai în Vietnamul de Nord) și Trường Chinh. La 23 octombrie 2018, a fost ales al nouălea președinte al Vietnamului într-o ședință a celei de-a șasea sesiuni a Adunării Naționale.
În 19 iulie 2024, este anunțată moartea acestuia la ora 18:00 UTC+7,de către guvernul din Vietnam.

## Legături externe
- Biography of Party General Secretary Nguyen Phu Trong